# Ломбовож
Ломбовож — село в Березовском районе Ханты-Мансийского автономного округа — Югры России. Входит в состав сельского поселения Саранпауль. Население на 1 января 2011 года составляло 228 человек.
Почтовый индекс 628145, код ОКАТО 71112928004.

## Название
Современное название деревни Ломбовож — слово хантыйское, содержащее в себе понятие «город», «городок» — «вож/вош». По словам информантов, оно утвердилось из-за того, что официальные названия давали люди, приходившие с Оби и знавшие только хантыйский язык. По-мансийски населенный пункт всегда назывался Лопынг-ус/уш. Юрты Ломбыважские насколько известно, появляются в документах X ревизии (1858 г.), до этого в источниках фигурирует название Ляпинский городок или Лопынг-уш. Относительно происхождения этого наименования существуют несколько точек зрения. Согласно первой оно возникло от названия речки Лопынг (ныне Ляпин). «Лопынг» означает торфяное место.
Вторая точка зрения принадлежит Л. Т. Костину, сыну известного культового деятеля из Вежакар Т. Костина, и сводится к тому, что название селения происходит от особого обряда. В случае смерти всех членов рода на место их обитания приезжали представители других родов, собирали там культовые предметы и закапывали их в специальной квадратной или прямоугольной яме, выложенной берестой и берестой же закрытой, получалось нечто вроде короба. В этом случае можно предположить, что название селения возникло после смерти всех его обитателей, и в его основе лежит корень глагола «лэпунгкве» — покрыть, укрыть, то есть название буквально означает укрытый город — «лэпым ус». Если допустить, что укрытие можно трактовать как таковое землей, то источником ойконима, возможно, могли стать городища, скрытые под почвой неподалёку от селения.
Наконец, третью этимологию предложила информант Юлия Ткаченко, родственница Петра Шешкина. Согласно её данным, настоящее название поселка Лопныс павыл, что означает дорогу, ведущая в небу, поскольку в некоторые дни здесь можно увидеть т.н. «дорогу с земли на небо»..

## Статистика населения
| Год  | Численность постоянного населения (среднегодовая) |
| ---- | ------------------------------------------------- |
| 2002 |                                                   |
| 2008 | 238                                               |
| 2011 | 228                                               |

## Климат
Климат резко континентальный. Зима суровая с сильными ветрами и метелями, продолжающаяся семь месяцев. Лето относительно тёплое, но быстротечное.